# Lustfinger
Lustfinger (eigene Schreibweise: LustfingeR) ist eine der ältesten Punkbands Deutschlands. Die Band wurde im Oktober 1981 in Lohhof bei München gegründet.

## Bandgeschichte
1984 entstand das erste Lustfinger-Album Harte Männer tanzen nicht in der Besetzung Michi Schirmeister von The Schrott (Gesang), Tom „Foug“ Fock (Gitarre), Robert „Dutto“ Baier (Schlagzeug) und Alfons Gossner (Bass). Goßner wurde 1986 durch Ziggy Storbeck von ZSD ersetzt. Im gleichen Jahr veröffentlichten Lustfinger das Album Last Tractor to Kreml, welches auch im US-Radio gespielt wurde. Die Band startete dann eine zweiwöchige US-Tour, sie spielte vor allem auf Collegefesten. Der Kontakt kam über verschiedene Radiostationen zustande. Die Band spielte mit verschiedenen populären Gruppen auf Tourneen durch Europa, wie The Exploited, The Ramones, Toy Dolls, Peter and the Test Tube Babies und The Pogues.
In einer der damaligen Besetzungen spielte Günter „Schenki“ Bayer mit. In einem Bravo-Interview stand die Vermutung, es würde sich um den unehelichen Sohn von Heinz Schenk handeln. Die Bild-Zeitung griff das Bravo-Interview auf und druckte mehrere Artikel. Ein Interview mit Schenk unter der Überschrift „Diesem Punker stopf’ ich das Maul“ wurde auch von Bild veröffentlicht. Nach Androhung einer Klage wurde die Geschichte schließlich aufgeklärt.
1988 erschien das Album Gassenhauer, das in die Indiecharts kam. Auch die ausgekoppelten Singles Abschied heißt auch Anfang und Soviele Frauen konnten sich weit vorne in den Indiecharts platzieren. 1990 veröffentlichte Lustfinger das Album Alles im Griff.
1991 trennte sich die Band vom damaligen Sänger Michael Michi Schirmeister.
1992 erschien das Album Keine Gnade für Jesse James, produziert von Wesley Plass und Mike „Spike“ Streefkerk. Den Gesangspart übernahm ab da Tom „Foug“ Fock, nachdem man keinen passenden Sänger verpflichten konnte. „Werner Schultheiss“ (Ex-Das Leben) und Chris „Yps“ Limburg (Ex-Vice, Ex-Wet Paint) übernahmen daraufhin die Gitarren.
Mit Andrè Kaisler (Gitarre) und Harry Bischoff (Schlagzeug) änderte sich die Besetzung 1994 erneut. Ende 1994 wurde das Minialbum Alles Lüge veröffentlicht. Ein Video zum Titelsong wurde in Las Vegas gedreht. Kurz danach verließ Ziggy Storbeck die Band. Holger „Holgi“ Schulten ersetzte ihn. Zusätzlich kam mit Roman Riondo Holler ein neuer Gitarrist dazu.
1996 erschien das sechste Album unter dem Namen 6. 1998 wurde Tom „Foug“ Fock aber an der Halswirbelsäule operiert, was die Band zu einer Pause zwang. Fast zwei Jahre dauerte der Genesungsprozess. Die Band lag auf Eis und die einzelnen Mitglieder vertrieben sich die Zeit mit mehreren Projekten. Im Sommer 2000 wurde im Münchner Theatron Abschiedskonzert für die alte Besetzung gegeben: Holger Schulten (Bass), Andrè Kaisler (Gitarre), Roman Holler (Gitarre) und Harry Bischof (Schlagzeug) hatten sich entschlossen die Band zu verlassen.
Tom „Foug“ Fock nahm mit „Yps“ Limburg wieder Kontakt auf. Zusammen arbeiteten sie an dem neuen Lustfinger-Album Eiszeit, das im Mai 2002 erschien. Das Lied Grünwalder Stadion wurde dem TSV 1860 München gewidmet und kostenlos beim Heimspiel TSV 1860–Hamburger SV an die Fans vom TSV 1860 verteilt.
Am 13. Oktober 2001 spielte die Band ihr erstes Konzert in der Besetzung Tom „Foug“ Fock (Gesang), Chris „Yps“ Limburg (Gitarre), Roman „Riondo“ Holler (Gitarre), Dariusz Sarna (Bass) und Jürgen „Bam Bam“ Wiehler (Schlagzeug). Im selben Jahr wurde der Song Westpoint speziell für Aggressiv Noise produziert, die ihn im Oktober 2001 auf dem Münchner Punksampler Punk Over Munich veröffentlichten. Live und mit neuer Besetzung mit Tom „Foug“ Fock (Gesang), Chris „Yps“ Limburg (Gitarre), Roman „Riondo“ Holler (Gitarre), Hermann Bräuer (Bass) und Jürgen „Bam Bam“ Wiehler (Schlagzeug) meldete sich LustfingeR am 13. Okt. 2001 im Kunstpark Ost/Colosseum bei den Fans zurück.
2002 veröffentlichte LustfingeR im Mai ihr neues Album Eiszeit. Die Coverversion des Neue-Deutsche-Welle-Klassikers Eisbär wurde über 700-mal bundesweit im Radio eingesetzt. Selbst in den USA wurde der Titel im Radio gespielt. Die darauf folgende Clubkonzertreihe endete am 26. Dezember 2002 auf dem Weihnachts-Pogo-Festival in Chemnitz vor über 1.000 Fans.
2003 tourte LustfingeR durch die Clubs Deutschlands und spielten bundesweit auf Open Airs, unter anderem mit Reamonn, H-Blockx, Die Happy, Liquido.
Seit geraumer Zeit widmete Sänger Tom „Messerfocke“ Fock sich anderen Projekten und wurde z. B. als Sänger für die Titelsongs der TV-Serien Beyblade und Detektiv Conan  engagiert. Parallel gründete er mit Chris „Yps“ Limburg die Band Linda Loves Lychees und begann ein eigenes Projekt namens F.O.C.K. Nach den Open-Air-Konzerten spielte Messerfocke mehrere Konzerte mit Linda Loves Lychees. Die Band endete, als Sängerin Linda in die USA zog. 2004 stieg Fock bei der hannoverschen Band Michel und der Bergedorfer als Gitarrist ein. Hieraus entstand eine CD, auf die Livekonzerte folgten. Zwischendurch arbeitete Focke als Studiosänger.
Am 4. Dezember 2004 gaben LustfingeR nach zwölf Jahren ein Reunionkonzert in „Originalbesetzung“. Gespräche und Diskussionen über weitere Konzerte und eine neue CD folgten. 2005 bat Aggressive Noize LustfingeR um einen musikalischen Beitrag in „Originalbesetzung“ für ihre Samplerreihe Punk in München. Michi, Ziggy, Dutto und Foug „Messerfocke“ nahmen dafür den Titel Heilig auf. Obwohl die Zusammenarbeit sich innerhalb der Band positiv gestaltete, kam es vorerst zu keinen weiteren Projekten.
2006 begab sich Messerfocke mit Holger „Holgi“ Schulten und Schlagzeuger Jürgen „Bam Bam“ Wiehler ins Sky Studio in Taufkirchen, um die neue LustfingeR-CD einzuspielen und zu produzieren. Das Album wurde gemischt und gemastert von Bobby Altvater. Das Album erschien im November 2006. Achtung Heilig hatte die meisten Vorbestellungen aller Produktionen von LustfingeR. Die Band stellte Achtung Heilig live in deutschen Clubs vor. Radioeinsätze in ganz Deutschland, auf Radio Goethe in den USA sowie Touranfragen aus den USA und Brasilien folgten. Zum Song Heilig wurde ein MTV-taugliches Video gedreht. Die Livebesetzung bestand aus Jürgen Wiehler (Schlagzeug), Werner Weninger (Bass), Stefan Sailer (Gitarre), Roland Vencelj (Gitarre). Roland Vencelj stieg 2010 als Gitarrist aus, ihn ersetzte 2011 Chris Klinke.
Nach Clubkonzerten traten LustfingeR mit dem Song Löwenmut im Rahmen der 150-Jahr-Feier des TSV 1860 München auf. 2012 wurde auf Einladung des Vereins die neue 1860-Hymne Wir sind die Löwen verfasst. Der Song wurde das erste Mal offiziell beim Ligaauftakt vor 45.000 Zuschauern im Heimstadion mit einem Auftritt vorgestellt. Kurze Zeit später folgte der Sampler.
2013 wechselte die Band nach 25 Jahren von BSC Music zu Golden Core Records, einem Unterlabel von ZYX Music. LustfingeR unterschrieb einen Verlagsvertrag bei Enorm Music und formierte sich neu. Schlagzeuger Alex Stinson stieß dazu, ebenso wie Gitarrist Amon Horngacher und Bassist Ändi Dee Faith. 2014 erschien die neue CD Zündstoff.
Im August 2016 wurde als Ersatz für Alex Stinson kurzfristig der Münchner Drummer Tommy Wagner (Cherie Currie, Bonfire) engagiert. Er wurde kurz darauf festes Mitglied der Band. Dariusz Sarna kehrte zurück und übernahm bis November 2016 den Bass. Ende 2016 verließen Amon Horngacher und Steff Sailer auf eigenen Wunsch die Band und wurden im Januar durch die Gitarristen Mike Strinxx und Dietmar Graminger ersetzt. Die Position des Bassisten wurde von nun an von Tom Schill bekleidet.
Im Frühjahr 2017 waren LustfingeR auf Tournee in Deutschland, mehrere Open-Air-Festivals im Sommer folgten.
2018 verließ Dietmar Graminger die Band und wurde durch den Gitarristen Danny Raygun (Raygun Rebels, Cherie Currie) ersetzt. Im April erschien 2018 das Album „Wir wissen was wir wollen“, das stilistisch an die Lustfinger-Alben der 1980er Jahre anschloss. LustfingeR tourten durch Clubs in ganz Deutschland.
Am 12. April 2019 erschien unter neuem Label und Management das Album „Es gibt nichts zu bereuen“, das von Jörg „Warthy“ Wartmann (Eisbrecher, Unheilig) produziert wurde.
Im Mai 2022 erschien das Jubiläumsalbum „LustfingeR“, abermals produziert von Jörg „Warthy“ Wartmann.

## Diskografie

### Alben
- 1984: Harte Männer tanzen nicht
- 1986: Last Traktor to Kreml
- 1987: Gassenhauer
- 1990: Alles im Griff
- 1991: Keine Gnade für Jesse James
- 1994: Alles Lüge (EP)
- 1996: 6
- 2002: Eiszeit
- 2006: Achtung Heilig
- 2014: Zündstoff
- 2018: Wir wissen was wir wollen
- 2019: Es gibt nichts zu bereuen
- 2022: LustfingeR

### Kompilationen
- 1992: Es war einmal
- 1993: Es war einmal Part II
- 1997: Hits